# 马德音
马德音（1922年2月—2021年5月5日），山东寿光人，中共党员，原上海市金山县外贸局副局长，解放战争济南战役期间曾参与活捉王耀武的行动。

## 生平
1922年2月，生于今山东省寿光市。1940年10月参加工作，1940年6月加入中国共产党，历任党支部委员、八路军武工队锄奸小组组员、村青年救国会副会长。1944年1月，调任寿光县公安局政卫队指导员，同年夏，率领政卫队深入日本占领区，夜袭并活捉寿光特务头目崔良亭，受到表扬，之后参加田柳庄战役。
1945年6月至1947年底，历任田柳区公安员、侯镇公安分局局长，期间率领民兵民工支援战争前线，任大队长，参与支援了解放潍县、周村等战役。1948年1月至1949年2月，任寿南县公安局任组织人事股股长兼治安股股长。1948年9月28日，参与在弥河渡口盘查站上，活捉时任国民党中央执行委员、第二绥靖区司令、国民政府山东省主席、山东保安司令王耀武的行动，实现了解放军“打开济南府，活捉王耀武”的口号。
1949年随军南下。1952年1月至1959年2月，历任上海医学院保卫科科长、保卫部副部长。1959年2月后，先后在上海市金山县、金山县松阴公社、金山县工业局、金山县对外贸易局等单位担任领导职务，于1983年10月离休，享受副局级医疗待遇。
2021年5月5日1时20分，于潍坊辞世，享年100岁。